# 시릴 노먼 힌셜우드

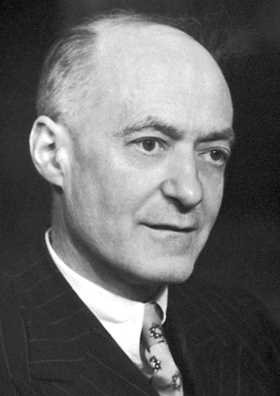
시릴 노먼 힌셜우드 (1956년)

시릴 노먼 힌셜우드 경(영어: Sir Cyril Norman Hinshelwood, OM, PRS, 1897년 6월 19일 ~ 1967년 10월 9일)은 영국의 화학자이자 언어학자, 철학자이다. 냉전 기간 중 소련의 니콜라이 세묘노프(Nikolay Semyonov)와 비슷한 시기에 화학반응 속도론을 연구하여 1956년에 노벨 화학상을 공동 수상하였다. 왕립학회와 고전학회(Classical Association)의 회장을 지냈다.

## 서훈
- 1948년 기사작위(Knight Bachelor) 서임[1]
- 1960년 메리트 훈장(Order of Merit, OM)[2]

## 참고 문헌